# 马官镇
马官镇，是中华人民共和国贵州省安顺市普定县下辖的一个乡镇级行政单位。
2016年1月29日，贵州省人民政府批复同意普定县部分乡镇行政区划调整，将马官镇太平社区、官冯村、河柳村、太平村、田坝村、镇远村、大兴村划归新设置的黄桶街道管辖。

## 行政区划
马官镇下辖以下地区：
马堡社区、马堡村、马官村、高羊村、山脚村、中坝村、下坝村、贾官村、号营村、荷包村、玉堡村、玉屯村、破头村、田官村、二官村、冯家村、六谷村、水坝村、长坡村、小河村、皮官村、上堡村、下堡村、断桥村、杨柳村、湾河村、偏杨村、余官村、薛家村、羊寨村和张官村。

## 中国传统村落
2013年8月，下坝屯被评为第二批中国传统村落。